# Stazione di Negishi (Kanagawa)
La Stazione di Negishi (根岸駅?, Negishi-eki) è una stazione ferroviaria della città giapponese di Yokohama, nella prefettura di Kanagawa. Si trova nel quartiere di Isogo-ku ed è servita dalla linea Keihin-Tōhoku, parte della linea Negishi della JR East. Per la stazione passa anche la linea merci denominata ferrovia costiera di Yokohama. In futuro è previsto l'arrivo, tramite estensione, della linea Minatomirai.

## Linee
East Japan Railway Company
■ Linea Keihin-Tōhoku (servizio ferroviario)
■ Linea Yokohama (servizio ferroviario)

## Struttura
La stazione JR di Negishi è realizzata su un viadotto, con due marciapiedi laterali serventi due binari
| 1 | ■ Linea Keihin-Tōhoku - Negishi |  | per Isogo e Ōfuna                           |
| 2 | ■ Linea Keihin-Tōhoku - Negishi |  | per Yokohama, Kawasaki, Tokyo, Ueno e Ōmiya |
| 2 | ■ Linea Yokohama                |  | per Shin-Yokohama, Machida e Hachiōji       |

## Stazioni adiacenti
| «                             | Servizio                      | »                             |
| Linea Keihin-Tōhoku - Negishi | Linea Keihin-Tōhoku - Negishi | Linea Keihin-Tōhoku - Negishi |
| ----------------------------- | ----------------------------- | ----------------------------- |
| Yamate                        | -                             | Isogo                         |